# Les Barthes
Les Barthes é uma comuna francesa na região administrativa da Occitânia, no departamento de Tarn-et-Garonne. Estende-se por uma área de 8.2 km², e possui 566 habitantes, segundo o censo de 2018, com uma densidade de 69 hab/km².